# Coupe Spengler 1924
Navigation
Édition précédente Édition suivante
La Coupe Spengler 1924 est la 2e édition de la Coupe Spengler. Elle se déroule en décembre 1925 à Davos, en Suisse.

## Résultats des matchs et classement

### Premier tour
|  | Berlin SC | 9-0 | Pötzleinsdorfer SK |  |

|  | Vienne EV | 6-0 | Akademischer EHC Zürich |  |

|  | SC Riessersee | 2-6 | HC Davos |  |

### Demi-finales
|  | Université d'Oxford | 0-3 | HC Davos |  |

|  | Berlin SC | 3-2 | Vienne EV |  |

#### Match pour la3eplace
|  | Université d'Oxford | 5-0 | Vienne EV | Eisstadion Davos |

#### Finale
|  | HC Davos | 2-5 | Berlin SC | Eisstadion Davos |

## Référence
Résultats sur International Hockey Wikia